# Apley
Pour l’article homonyme, voir Test de compression d'Apley.
Apley est une paroisse civile et un village du Lincolnshire, en Angleterre. Il est situé à 1 mile (1,6 km) à l'ouest du hameau de Kingthorpe et du site de la gare de Kingthorpe (en), et à environ 2 miles (3 km) au sud-ouest de Wragby.
L'église d'Apley, dédiée à St Andrew, est un petit bâtiment en briques érigé en 1871 à un coût de 284 livres sterling. Elle a été construite pour assurer les services funéraires dans le cimetière de l'ancienne église médiévale de St Andrew, qui n'existait plus à l'époque et qui, avant 1816, était tombée en ruines puis avait été réduite à ses fondations. Au XIXe siècle, le cimetière desservait également la paroisse de Stainfield. Apley est enregistré dans le White's Directories (en) comme un village et une paroisse avec une population de 231 habitants et une superficie de 6,7 km2, dont 61,2 km2 de bois, et comprend les hameaux de Kingthorpe et Hop Lane. Les professions et métiers d'Apley répertoriés en 1872 comprenaient un greffier de paroisse, un bottier et un cordonnier, six fermiers, dont deux à Kingthorpe, et deux transporteurs, dont l'un était commerçant,.
Apley Beck marque le tracé d'un canal monastique du XIIe siècle reliant le prieuré de Bullington (en) à Barlings Eau.